# Neowin
Neowin – amerykański portal informacyjny poświęcony technice. Jego tematyka koncentruje się na produktach firmy Microsoft.
Witryna internetowa została uruchomiona w 2000 roku. W ciągu miesiąca serwis odnotowuje ponad 2 mln wizyt.